# John Early
John Early (1 de julio de 1814-23 de mayo de 1873) fue un sacerdote católico irlandés-estadounidense y educador jesuita que fue presidente del College of the Holy Cross y de la Universidad de Georgetown, y además fundador y primer presidente del Loyola College  en Maryland. Nació en Irlanda y emigró a Estados Unidos a los diecinueve años. A su llegada se inscribió en el Seminario Mount St. Mary en Maryland y entró en la Compañía de Jesús, completando su educación en la Universidad de Georgetown en Washington D. C.
Early ejerció la presidencia del College of the Holy Cross en 1848, donde solicitó sin éxito a la Corte General de Massachusetts que constituyese la escuela. Cuatro años más tarde, se le encargó el establecimiento de Loyola College en Maryland, cuyo objetivo era educar a los estudiantes laicos que asistían al St. Mary's Seminary and College, que los sulpicianos buscaban mantener solo como seminario. Mientras también se desempeñaba como el primer párroco de la Iglesia de San Ignacio, supervisó los primeros años de Loyola College. También estableció su división de escuela secundaria, que luego se convirtió en Loyola Blakefield. En 1858 Early dejó la institución para ser presidente de la Universidad de Georgetown. Durante la Guerra Civil, la instrucción continuó funcionando ininterrumpidamente, a pesar de la ocupación intermitente por parte del Ejército de la Unión y la disminución de la matrícula. Early posteriormente regresó al Loyola College en 1866 como presidente durante cuatro años, donde reanudó la concesión anual de títulos. En 1870 volvió a ser presidente de la Universidad de Georgetown. Murió repentinamente en su tercer año de mandato. 

## Biografía

### Sus inicios
Nació el 1 de julio de 1814 en Maguiresbridge, Condado de Fermanagh, Irlanda. Estudió los clásicos en casa, antes de ingresar a la Academia Armagh en 1832, a la que asistió durante nueve meses al cabo de los cuales solicitó la admisión al seminario en St Patrick's College, Maynooth, no siendo admitido por falta de vacantes. Este rechazo fue motivo para que emigrara a los Estados Unidos en julio de 1833.

### Educación en Estados Unidos
Early deseaba ser sacerdote, entonces primero se inscribió en el Seminario Mount St. Mary en Emmitsburg, Maryland, en septiembre siguiente para estudiar retórica. En febrero de 1834 ingresó a la Universidad de Georgetown en Georgetown, DC (ahora parte de Washington D. C.), donde permaneció hasta el 23 de agosto de 1834, cuando ingresó en la Compañía de Jesús, y continuo con el noviciado en Frederick, Maryland. Al finalizar su noviciado en 1836, Early regresó a Georgetown durante los siguientes nueve años para estudiar filosofía y teología. Mientras estudiaba, también enseñó y fue prefecto principal durante el año académico de 1843 a 1844.

## Trayectoria

### College of the Holy Cross
El 29 de agosto de 1848, Early fue nombrado presidente del College of the Holy Cross, sucediendo a James A. Ryder. Su preocupación más inmediata fue conseguir una carta para la universidad, lo que le permitiría otorgar títulos a los cuatro estudiantes que estaban listos para graduarse el año siguiente.  Hasta ese momento la universidad otorgó títulos a nombre de la Universidad de Georgetown, ya que se le había negado un estatuto. En marzo de 1849 Early solicitó a la Corte General de Massachusetts que autorizara el colegio, y compareció ante esa legislatura junto con Orestes Brownson.
De acuerdo con la insistencia del obispo John Bernard Fitzpatrick, la petición de un estatuto incluía una disposición de que el colegio sería exclusivamente para "el beneficio de una sola denominación [católica romana] y, por lo tanto, no tendría ningún derecho sobre la Commonwealth". Esto encontró oposición en la Cámara de Representantes, que fue motivada por una mezcla de anticatolicismo y preocupaciones sobre la separación de la Iglesia y el Estado,  por lo que esta disposición fue finalmente eliminada, pero la legislatura, no obstante, votó a favor de denegar la carta.  El mandato de Early llegó a su fin en 1851, y fue sucedido por Anthony F. Ciampi. Early luego regresó a Frederick, Maryland durante un año.

### Fundación del Loyola College en Maryland

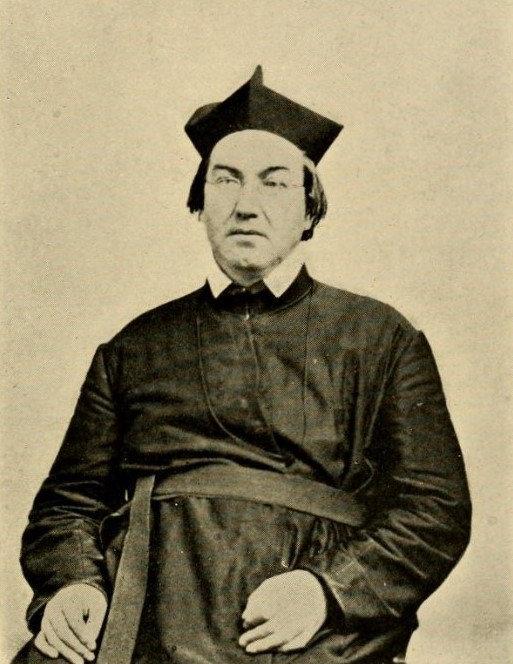
Early en atuendo clerical

En 1852 los sacerdotes sulpicianos que dirigían el Seminario y Colegio St. Mary en Baltimore decidieron que interrumpirían la parte universitaria, que educaba a los estudiantes laicos, y se concentrarían únicamente en el seminario. Pidieron a los jesuitas que continuaran educando a los laicos en la ciudad, y en respuesta, los jesuitas establecieron el Loyola College en Maryland el 15 de septiembre de 1852, en dos casas alquiladas en Holliday Street en Baltimore. Early fue nombrado primer presidente de la escuela. La Asamblea General de Maryland otorgó a Loyola College una carta en abril de 1853. Al mismo tiempo que la fundación de la universidad Early fue nombrado como , el primero de ese lugar, en la Iglesia de San Ignacio y supervisó su edificio en agosto de 1855, adyacente al colegio. La iglesia fue consagrada el 15 de agosto de 1856. También se lo considera fundador de Loyola Blakefield, que se estableció como Loyola High School y funcionó como un componente de Loyola College hasta su separación en 1921.
Dos años después de su fundación, la universidad compró un terreno en la esquina de las calles North Calvert y Madison. La construcción de un edificio universitario se completó en febrero de 1855, y el colegio se trasladó oficialmente al nuevo campus el 22 de febrero. El mandato de Early como presidente llegó a su fin en el otoño de 1858 al ser llamado a la Universidad de Georgetown, y fue sucedido por William Francis Clarke.

### Universidad de Georgetown
Early fue designado para suceder a Bernard A. Maguire como presidente de la Universidad de Georgetown en 1858. Asumió el cargo durante una época de gran tensión nacional, anterior a la Guerra Civil. Poco después recibió un aviso del College of William & Mary de que su biblioteca había sido destruida por un incendio, entonces Early donó una caja de 100 libros para ayudarlo en la reconstrucción. En 1860 Abraham Lincoln fue elegido presidente de los Estados Unidos y los estados del sur se separaron de la Unión. Al comienzo del año académico de 1861, muchos estudiantes del sur dejaron la universidad para ir a sus hogares,  seguidos por los del norte que hicieron lo mismo.  Aunque parecía dudoso que la universidad pudiera seguir funcionando, Georgetown se mantuvo como una escuela activa, continuando con las clases durante la Guerra Civil para los pocos estudiantes restantes.
El 4 de mayo de 1861 Early fue notificado de que la universidad sería ocupada por el 69. ° Regimiento de Infantería de la Guardia Nacional de Nueva York,  que permaneció hasta el 24 de mayo. Poco después, se le informó de nuevo que la escuela sería ocupada por el 79.º Regimiento de Nueva York, que permaneció desde el 3 de junio hasta el 4 de julio.  El colegio fue ocupado por tercera vez el 29 de agosto de 1862 como hospital para los soldados del ejército del mayor general John Pope heridos en la Segunda Batalla de Bull Run. Debido a la cantidad de heridos, la Iglesia de la Santísima Trinidad también fue incautada. El campus siguió siendo un hospital militar hasta el 2 de febrero de 1863.

### Regreso al Loyola College

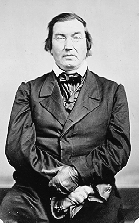
Retrato de Early.

Early fue nuevamente nombrado presidente del Loyola College en el verano de 1866, para reemplazar a Anthony F. Ciampi, y también volvió a ser párroco  de la Iglesia de San Ignacio. A la universidad le fue bien durante su liderazgo. Si bien hubo una pausa en la concesión de títulos durante la Guerra Civil, Early vio que los estudiantes completaron sus estudios y recibieron títulos. La Asociación Dramática de Loyola, que fue fundada en 1865, estuvo especialmente activa durante su mandato. Su presidencia duró cuatro años cuando regresó nuevamente a Georgetown. Edward Henchy lo sucedió como presidente de Loyola, y como párroco de San Ignacio.

### Últimos años en Georgetown
Early regresó a Georgetown como presidente el 14 de julio de 1870 para reemplazar a Maguire. Después de la invasión a Roma del rey  Victor Emmanuel II , los estudiantes celebraron una reunión para denunciar la invasión como una indignidad para el papa, y votó para contribuir con un óbolo de San Pedro al pontífice. El Departamento de Derecho de la universidad se estableció al final de la presidencia de Maguire y comenzó sus primeras clases en octubre de 1870. El Georgetown College Journal comenzó a publicarse en diciembre de 1872, como el primer periódico producido por estudiantes de la universidad.
Ese año Early comenzó a experimentar los efectos de una enfermedad de sus riñones, que afectó su vista. Como resultado, el vicepresidente, Patrick Francis Healy, asumió en gran medida la administración de la universidad; Healy luego sucedería a Early como presidente. El 22 de mayo de 1873 Early sufrió un derrame cerebral, lo que lo dejó sin poder hablar y la mitad de su cuerpo paralizado.  Murió al día siguiente. La estimaciones de ese momento indicaron que 5000 personas asistieron a su funeral, y fue enterrado en el Cementerio de la Comunidad Jesuita en Georgetown.